# Friedrich-List-Schule (Kassel)
Die Kasseler Friedrich-List-Schule (kurz: FLS) ist eine berufsbildende Schule der Stadt Kassel und seit dem Jahr 2000  Europaschule. Oberstudiendirektor  Michael Kircher steht der Schule seit 2015 als Direktor vor.

## Geschichte
Im Jahr 1927 wurde im heutigen Gebäude der Friedrich-List-Schule eine Handels- sowie Höhere Handelsschule eingerichtet. Nach den Kriegswirren entschloss man sich 1949 zur Gründung der heutigen Friedrich-List-Schule als Wirtschaftsoberschule mit Beruflichem Gymnasium und Berufsschulzweig. Die Höhere Handelsschule, die bis dahin in den Gebäuden bestand, wurde in diese mit integriert. Man einigte sich auf die Bezeichnung als Städtische Handelslehranstalten. Im Jahr 1957 wurde sie nach dem deutschen Nationalökonom Friedrich List benannt. Die bis 1961 bestehenden Teilzeitklassen wurden an die Kaufmännische Berufsschule in der Schillerstraße ausgelagert. Das Wirtschaftsgymnasium mit voller Hochschulreife wurde 1964 mit einem gymnasialen Zweig an der FLS eingeführt und wird heute als berufliches Gymnasium geführt. 1979 nahm die FLS auch wieder Teilzeitschüler auf. Zur gleichen Zeit wurde die Höhere Handelsschule an die Martin-Luther-King-Schule ausgelagert. In den 1980er Jahren erfolgte die Einrichtung der zweijährigen Berufsfachschule für die Informationsverarbeitung sowie des Fremdsprachensekretariats.

## Ausbildungen
Die folgenden Berufsbilder werden an der FLS unterrichtet:
- Fachangestellter für Bürokommunikation
- Kaufmann für Büromanagement (Nachfolgeberuf des Fachangestellten für Bürokommunikation)
- Justizfachangestellter
- Rechtsanwalts- und Notarfachangestellter
- Verwaltungsfachangestellter

Am beruflichen Gymnasium kann das Abitur absolviert werden. Dort wird das herkömmliche Abitur mit beruflichem Schwerpunkt abgelegt. Zugangsvoraussetzung ist die Mittlere Reife.
Die zweijährige Höhere Berufsfachschule ist an der FLS in zwei Bereiche gegliedert. Im Bereich „Informationsverarbeitung“ wird auf die Tätigkeit als Assistent für Informationsverarbeitung, im Bereich „Fremdsprachensekretrariat“ auf die Tätigkeit als Assistent im Fremdsprachensekretariat vorbereitet.
An der Berufsfachschule kann der Mittlere Abschluss, vermittelt mit beruflichen Grundkenntnissen, erworben werden, wofür der Hauptschulabschluss Zugangsvoraussetzung ist.
So ist es möglich, an der FLS als Hauptschulabsolvent zu beginnen und mit dem Abitur abzuschließen.

## Partnerschulen
- Mülhausen Lycée Professionell Franklin D. Roosevelt
- Arcachon Lycée Condorcet Hôtelier-Industriel-Tertiaire
- Leeds Roundhay School Technology & Language College
- Barcelona Escola del Treball
- Cáceres Universidad Laboral
- Årnes Nes videregående skole
- Žatec Obchodní Akademie und
- Guilin Foreign Language School Attached to Guangxi Normal University.

## Besonderheiten
- Das Hessische Kultusministerium zertifizierte die FLS im Jahr 2000 als Europaschule.
- Man kann den Europäischen Computerführerschein an der FLS erwerben.
- Die Zusatzqualifikation zum E-Business-Junior-Assistent kann man erwerben. Dort geht es um den elektronischen Handel.
- Das KMK-Fremdsprachenzertifikat in Englisch kann man seit 2004 erwerben.
- Im Beruflichen Gymnasium gibt es einen Bilingualen Zweig. Dort werden die Schüler zweisprachig, zumeist Deutsch/Englisch unterrichtet
- Ebenfalls im Beruflichen Gymnasium gibt es eine Notebook-Klasse. In der Notebook-Klasse werden die Schüler mit Hilfe ihres eigenen, geprüften Notebooks unterrichtet. Die Notebook-Klasse wird wissenschaftlich von der Uni Kassel mitbetreut.
- Schnupperstudien sowie Praktika werden angeboten.
- Die Cafeteria wurde im Dezember 2010 eröffnet.